# Isidro Autrán Malpica
Isidro Autrán Malpica (San Fernando, 1801 - Ferrol, 1866), marino español.
Intendente general. Sentó plaza de guardiamarina en 1812, en plena Guerra de la Independencia, y fue promovido a oficial en 1815. Embarcado en la fragata Prueba, realizó campañas en el Caribe formando parte de la división del brigadier Rodríguez de Arias.
Hizo un crucero a las islas Terceras con el navío San Julián, permaneciendo de estación en Filipinas. Tomó parte en el sitio de Cádiz por las tropas absolutistas francesas en 1820, destacando por su valor, y en 1825 se le nombra intendente de Puerto Príncipe. 
Muere en Ferrol siendo intendente jubilado, caballero profeso de la Orden de Santiago y caballero gran cruz de la Orden de Isabel la Católica.